# Wolmirstedt
Wolmirstedt  est une ville allemande située en Saxe-Anhalt.

## Géographie
La ville de Wolmirstedt est située au bord de la rivière Ohre, à 14 km au nord de Magdebourg.

## Quartiers
- Elbeu
- Farsleben
- Glindenberg
- Mose

## Histoire
| Appartenances historiques Marche de Brandebourg 1208-1316 Principauté archiépiscopale de Magdebourg 1316-1680 Royaume de Prusse (Duché de Magdebourg) 1680–1807 Royaume de Westphalie 1807–1813 Royaume de Prusse (Province de Saxe) 1815–1918 République de Weimar 1918–1933 Reich allemand 1933–1945 Allemagne occupée 1945–1949 République démocratique allemande 1949–1990 Allemagne 1990–présent |

La première charte qui mentionne la ville de Wolmirstedt date de l'année 1024.
La ville est prise le 16 avril 1945 par des unités de la 9e Armée US.

## Personnalités liées
- Ilka Wolf (née en 1986), chanteuse allemande

## Jumelages
- Wunstorf (Allemagne)